# Rhuddlan
Rhuddlan er en by, community, og valgdistrikt i Denbighshire, Wales, i det historiske county Flintshire. Byområdet ligger hovedsageligt på den østlige bred af floden Clwyd; den ligger stik syd for kystbyen Rhyl.
Den har givet navn til det walisisk distrikt Rhuddlan der eksisterede fra 1974 til 1996. I 2001 havde byen et indbyggertal på 4.296 hvilket var faldet til 3.709 i 2011.
Byen er kendt for Rhuddlan Castle, der blev opført efter ordre fra Edvard 1. fra 1277 til 1282 efter hans erobring af Wales, og for voldsted fra fæstningen Twthill, der blev opført af normanneren Robert af Rhuddlan omkring 1072.